# Toronto Granites

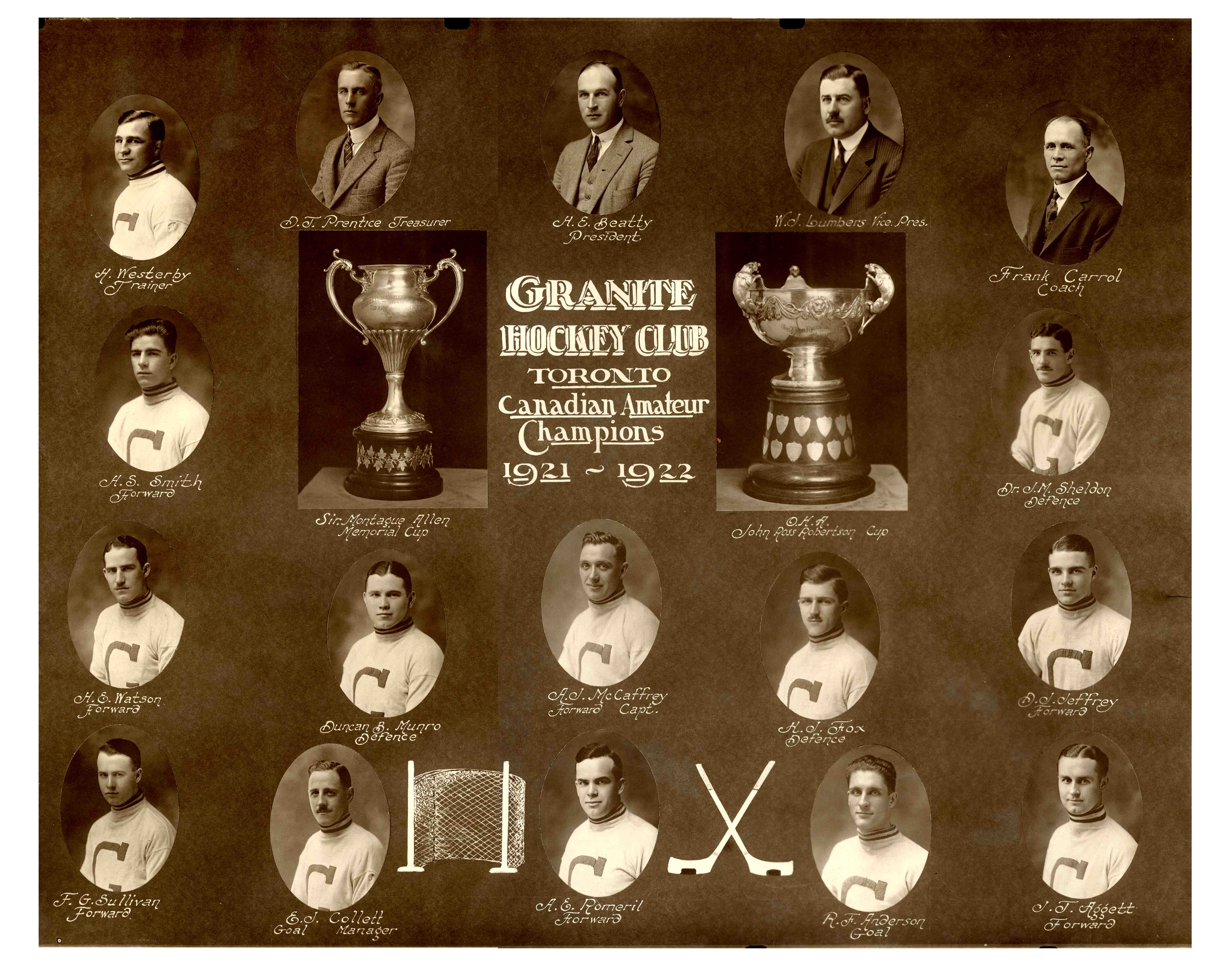
Toronto Granites säsongen 1921–22.

Toronto Granites var ett kanadensiskt amatörishockeylag från Toronto som spelade i Ontario Hockey Association från 1890 till 1923. Toronto Granites vann Allan Cup som kanadensiska amatörmästare två år i rad säsongerna 1921–22 och 1922–23.
1924 representerade Toronto Granites Kanada under de Olympiska vinterspelen i Chamonix, Frankrike, där laget spelade hem guldmedaljen.

## OS-laget 1924
Jack Cameron, Ernie Collett, Bert McCaffrey, Harold McMunn, Dunc Munro, Beattie Ramsay, Cyril Slater, Reginald "Hooley" Smith, Harry Watson samt tränaren Frank Rankin.